# Vittorio Bersezio
Vittorio Bersezio (Peveragno, 1828. március 22. – Torino, 1900. január 30.) olasz író.

## Életpályája
Eleinte ügyvéd volt, de csakhamar egészen az irodalomra adta magát; már 1852-ben feltűnést keltett egy-két színdarabjával és novellájával. Az 1850-es évek végén hosszabb ideig Párizsban időzött, ahonnan visszatérve, a Gazetta piemontese szerkesztője lett. Ez időtől fogva számos sikert ért el, legelső sorban mint vígjáték-, másodsorban mint regényíró, kritikus és történetíró is. Legjelesebb munkája a Le miserie del signor Travetti című, eredetileg piemonti tájszólásban írt vígjátéka, mely a hivatalvadászást ostorozza és amelynek hőse, «monsfordu Travet» az olasz irodalom legismertebb és legnépszerűbb típusa lett. Regényei közül főképp a Gli Angeli della Terra, La caritforda del prossimo, Corutella és Povera Giovanna címűeknek volt sikere. Kritikai munkái közül Manzoniról írt tanulmánya válik ki, mint történetíró pedig II. Viktor Emánuelról írt hat kötetes munkájával alkotott jeleset (Il regno di Vittorio Emanuele II).

## Magyarul
- Az atya becsülete. Olasz regény; ford. Szalai Emil; Országgyűlési Értesítő. Ny., Bp., 1896 (A Magyar Újság regénycsarnoka)
- Galatea. Regény; ford. Kilényi Mária; Színes Regénytár Kiadóvállalat, Bp., 1933 (Színes regénytár)